# Harag (film, 2014)
A Harag (eredeti cím: Fury) 2014-ben bemutatott amerikai háborús film, melynek forgatókönyvírója és rendezője David Ayer. A főszerepben Brad Pitt, Shia LaBeouf, Logan Lerman, Michael Peña és Jon Bernthal látható.
Az Amerikai Egyesült Államokban 2014. október 17-én mutatták be, míg Magyarországon egy héttel később szinkronizálva, október 23-án a Freeman Film forgalmazásában.
A projekt többnyire pozitív értékeléseket kapott a kritikusoktól. Az értékelők dicsérték a vizuális stílust, valamint a főszereplők filmbéli alakítását. A Metacritic oldalán a film értékelése 64% a 100-ból, ami 47 véleményen alapul. A Rotten Tomatoeson a Harag 77%-os minősítést kapott, 220 értékelés alapján. Bevételi szempontból sikeresen teljesített, ugyanis Észak-Amerikában a bruttósított bevétele 85 817 906 dollár, az ország más területein újabb 122 600 000 dollár lett, összesen világszerte 208 417 906 dollárt gyűjtött.

## Cselekmény
Pár héttel a II. világháború befejezése előtt, még 1945 áprilisában, az európai hadszíntéren a szövetségesek egyre jobban visszaszorítják az ellenséges csapatokat. A náci Németország kellős közepén állomásozik Don Collier őrmester (Brad Pitt), becenevén Vén Róka, és csapata. A Német Birodalom a végét járja. A katonák a végkimerültség határán állnak, az utolsó leheletükkel küzdenek az életben maradásért, és a németek által elfoglalt területek visszahódításáért. Ebben a kimerítő, ám reményteli időszakban csatlakozik a fiatal újonc, Norman (Logan Lerman) Vén Róka háromfős legénységéhez, akik Sherman típusú tankjukkal vonulnak a túlerőben levő ellenséges csapatok ellen. A kétségbeesett ifjú katona számára teljesen ismeretlen terep mind a harctér, mind pedig a Harag elnevezésű, hatalmas tank fedélzete. A harckocsi edzett, tapasztalt parancsnoka, Vén Róka szárnyai alá veszi a fiút, hogy megtanítsa neki mindazt, amivel túlélheti a háború borzalmait, és beilleszkedhet a jól összeszokott csapatba: (Shia LaBeouf, Michael Peña, Jon Bernthal). Az egyik küldetés során az ötfős legénység tisztában van vele, hogy nem sok esélye maradt a több száz fős német elit alakulattal szemben. De bízva tankjuk védelmező erejében, harci tapasztalatukban és egymásba vetett hitükben, ádáz támadásba lendülnek, nem adják olcsón az életüket.

## Szereplők
| Színész            | Szereplő                   | Magyar hang     |
| ------------------ | -------------------------- | --------------- |
| Brad Pitt          | Don Collier (Vén Róka)     | Stohl András    |
| Jon Bernthal       | Grady Travis (Tuskó)       | Sarádi Zsolt    |
| Shia LaBeouf       | Boyd Swan (Káplán)         | Hamvas Dániel   |
| Logan Lerman       | Norman Ellison (Harci Gép) | Czető Roland    |
| Michael Peña       | Trini Garcia (Gordo)       | Csőre Gábor     |
| Jason Isaacs       | Waggoner                   | Epres Attila    |
| Xavier Samuel      | Parker hadnagy             | Szvetlov Balázs |
| Scott Eastwood     | Miles őrmester             | Horváth Illés   |
| Brad William Henke | Davis őrmester             | Törköly Levente |
| Jim Parrack        | Pete Binkowski őrmester    | Varga Gábor     |

További magyar hangok: Háda János, Andrádi Zsanett, Turi Bálint, Bordás János, Csiby Gergely, Élő Balázs, Fehérváry Márton, Fehér Péter, Megyeri János, Oroszi Tamás, Horváth Gergely, Presits Tamás, Szrna Krisztián, Sörös Miklós, Renácz Zoltán

## Média kiadás
Az Amerikai Egyesült Államokban 2015. január 27-én jelent meg DVD-n és Blu-rayen, Magyarországon egy hónappal később február 25-én.

## Elismerések

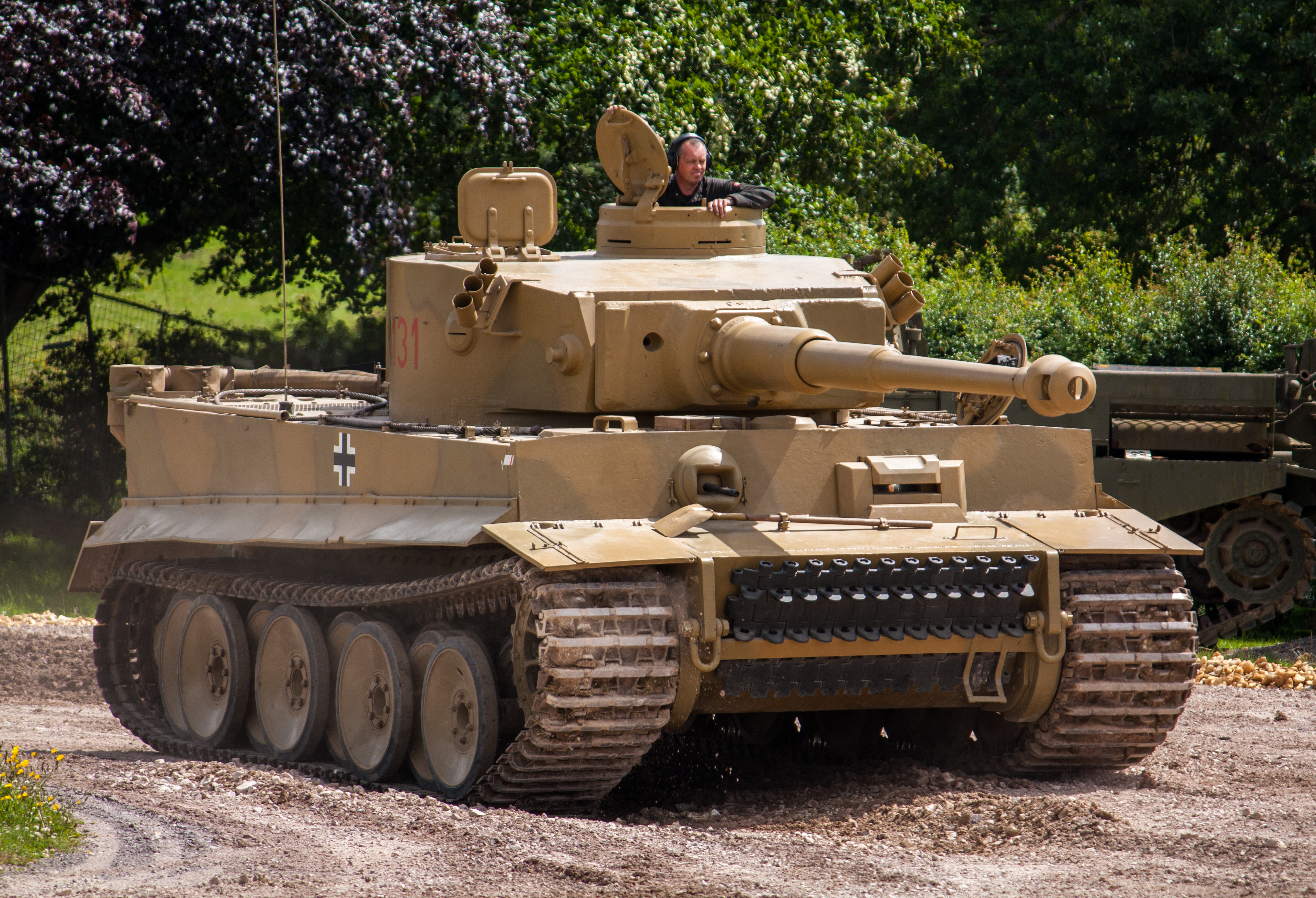
A filmben használt Tigris tank

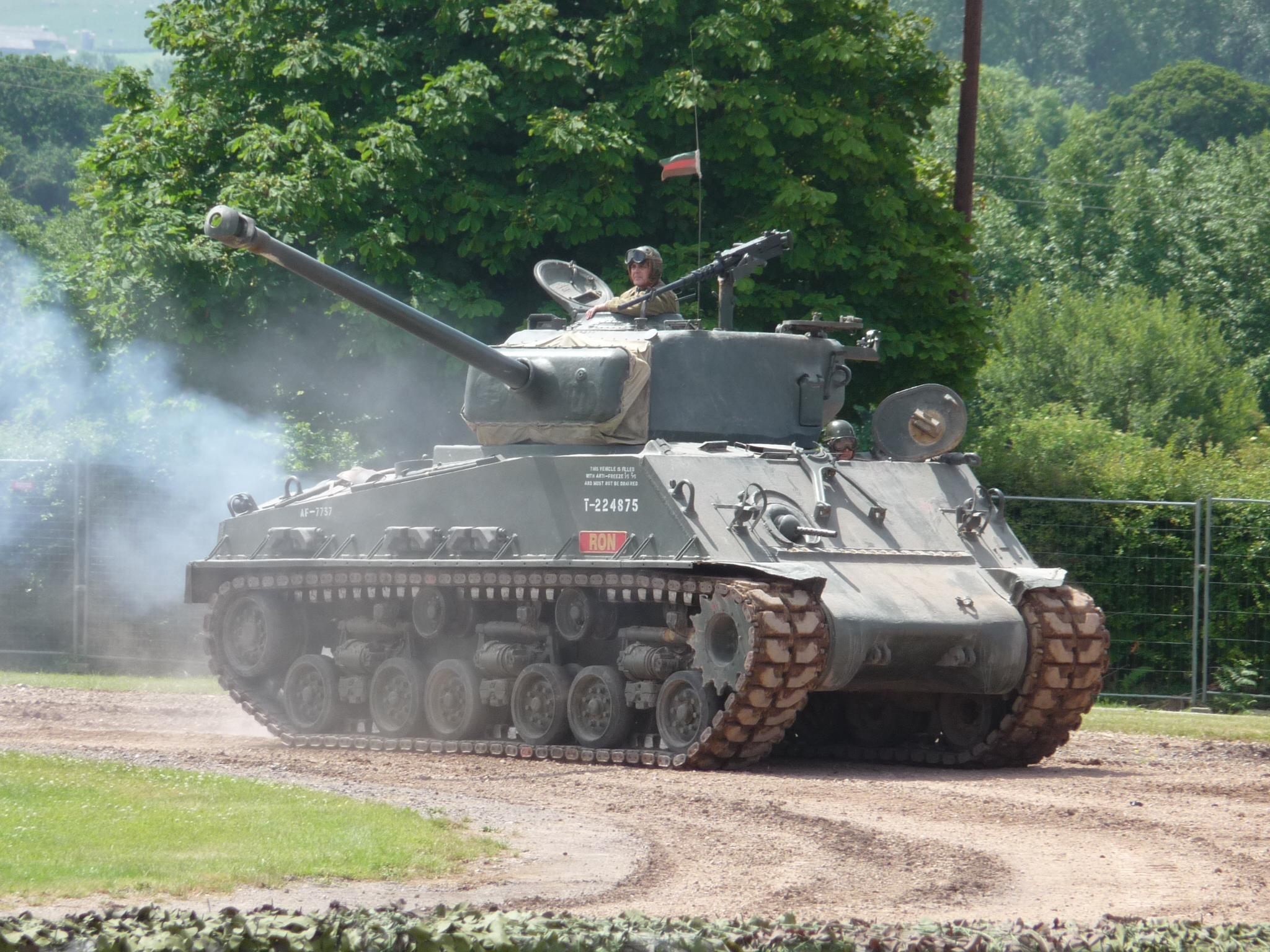
A filmben használt Sherman harckocsi

| Díjak és jelölések listája             | Díjak és jelölések listája                                      | Díjak és jelölések listája   | Díjak és jelölések listája |
| Díj / Filmfesztivál                    | Kategória                                                       | Címzett(ek) és jelölt(ek)    | Eredmény                   |
| -------------------------------------- | --------------------------------------------------------------- | ---------------------------- | -------------------------- |
| Broadcast Film Critics Association     | Legjobb akciófilm                                               |                              | Jelölve                    |
| Broadcast Film Critics Association     | Legjobb színész az akciófilmben                                 | Brad Pitt                    | Jelölve                    |
| Hollywoodi Filmdíjak                   | Hollywood Editing Award                                         | Jay Cassidy és Dody Dorn     | Elnyerte                   |
| Hollywood Music in Media Awards        | Filmzene – Játékfilm                                            | Steven Price                 | Jelölve                    |
| Motion Picture Sound Editors           | Feature English Language – Effects/ Foley                       | Harag                        | Jelölve                    |
| National Board of Review               | Top tíz filmek                                                  |                              | Elnyerte                   |
| National Board of Review               | Legjobb szereplők                                               |                              | Elnyerte                   |
| People's Choice Awards                 | Kedvenc filmszínész                                             | Brad Pitt                    | Jelölve                    |
| People's Choice Awards                 | Kedvenc filmdrámai színész                                      | Brad Pitt                    | Jelölve                    |
| Phoenix Film Critics Society           | Legjobb szereptámogató színész                                  | Logan Lerman                 | Jelölve                    |
| Screen Actors Guild                    | Outstanding Performance by a Stunt Ensemble in a Motion Picture |                              | Jelölve                    |
| Satellite Award                        | Legjobb megrendezés és produkciós tervezés                      | Andrew Mendez, Peter Russell | Jelölve                    |
| Satellite Award                        | Legjobb vágás                                                   | Dody Dorn, Jay Cassidy       | Jelölve                    |
| Satellite Award                        | Legjobb filmzene                                                | Steven Price                 | Jelölve                    |
| Santa Barbara Nemzetközi Filmfesztivál | Virtuóz díj                                                     | Logan Lerman                 | Elnyerte                   |